# Montreux-Jeune
Montreux-Jeune település Franciaországban, Haut-Rhin megyében. Lakosainak száma 368 fő (2022. január 1.). Montreux-Jeune Magny, Bretagne, Chavannes-les-Grands, Montreux-Château és Montreux-Vieux községekkel határos.

## Népesség
A település népességének változása:
| Lakosok száma | 343  | 358  | 375  | 370  | 374  | 378  | 375  | 371  | 368  |
|               | 2013 | 2015 | 2016 | 2017 | 2018 | 2019 | 2020 | 2021 | 2022 |